# Judo tại Đại hội Thể thao Đông Nam Á 2015
Judo tại Đại hội Thể thao Đông Nam Á năm 2015 được tổ chức từ ngày 6 đến ngày 8 tháng 6 tại Expo Hall 2, Singapore Expo, Singapore. Chương trình thi đấu bao gồm các nội dung đối kháng cá nhân ở 12 hạng cân (6 nam: 66 kg, 73 kg, 81 kg, 90 kg, 100 kg và trên 100 kg; 6 nữ: 52 kg, 57 kg, 63 kg, 70 kg, 78 kg và trên 78 kg), kì đại hội lần này nước chủ nhà Singapore đã cắt giảm các nội dung biểu diễn quyền Kata.
Đội tuyển Indonesia thi đấu nổi bật với thành tích dẫn đầu toàn đoàn môn judo tại SEA Games 28, giành được 4 huy chương vàng, 1 huy chương bạc và 2 huy chương đồng.

## Quốc gia tham dự
Tổng cộng có 82 vận động viên đến từ 9 quốc gia tham gia tranh tài môn judo tại Đại hội Thể thao Đông Nam Á năm 2015:
- Campuchia (4)
- Indonesia (10)
- Lào (10)
- Malaysia (10)
- Myanmar (10)
- Philippines (8)
- Singapore (10)
- Thái Lan (10)
- Việt Nam (10)

## Lịch trình thi đấu
Dưới đây là lịch trình thi đấu của môn Judo tại SEA Games 2015
| E | Vòng loại | F | Chung kết |

| Hạng cân↓/Ngày→ | 6/6 | 6/6 | 7/6 | 7/6 | 8/6 | 8/6 |
| --------------- | --- | --- | --- | --- | --- | --- |
| 66 kg nam       | E   | F   |     |     |     |     |
| 73 kg nam       | E   | F   |     |     |     |     |
| 81 kg nam       | E   | F   |     |     |     |     |
| 90 kg nam       |     |     | E   | F   |     |     |
| 100 kg nam      |     |     | E   | F   |     |     |
| +100 kg nam     |     |     |     |     | E   | F   |
| 52 kg nữ        | E   | F   |     |     |     |     |
| 57 kg nữ        | E   | F   |     |     |     |     |
| 63 kg nữ        |     |     | E   | F   |     |     |
| 70 kg nữ        |     |     | E   | F   |     |     |
| 78 kg nữ        |     |     | E   | F   |     |     |
| +78 kg nữ       |     |     |     |     | E   | F   |

## Tóm tắt kết quả

### Nam
| Hạng cân | Vàng                                  | Bạc                               | Đồng                                    |
| -------- | ------------------------------------- | --------------------------------- | --------------------------------------- |
| 66 kg    | Mochammad Syaiful Raharjo · Indonesia | Sarawut Petsing · Thái Lan        | Soukphaxay Sithisane · Lào              |
| 66 kg    | Mochammad Syaiful Raharjo · Indonesia | Sarawut Petsing · Thái Lan        | Mohd Farhan Uzair Mohd Fikri · Malaysia |
| 73 kg    | Masayuki Terada · Thái Lan            | Iksan Apriyadi · Indonesia        | Gilbert Ramirez · Philippines           |
| 73 kg    | Masayuki Terada · Thái Lan            | Iksan Apriyadi · Indonesia        | Chong Wei Fu · Malaysia                 |
| 81 kg    | Gerard Christopher George · Indonesia | Nopachai Kocharat · Thái Lan      | Bùi Minh Quân · Việt Nam                |
| 81 kg    | Gerard Christopher George · Indonesia | Nopachai Kocharat · Thái Lan      | Gary Chow · Singapore                   |
| 90 kg    | Horas Manurung · Indonesia            | Gabriel Yang · Singapore          | Trần Thương · Việt Nam                  |
| 90 kg    | Horas Manurung · Indonesia            | Gabriel Yang · Singapore          | Zaw Myo Oo · Myanmar                    |
| 100 kg   | Yan Naing Soe · Myanmar               | Sitthipong Niemkunchon · Thái Lan | Timothy Loh · Singapore                 |
| 100 kg   | Yan Naing Soe · Myanmar               | Sitthipong Niemkunchon · Thái Lan | Đặng Hào · Việt Nam                     |
| +100 kg  | Kunathip Yea-on · Thái Lan            | Zin Linn Aung · Myanmar           | Wee Pui Seng · Singapore                |
| +100 kg  | Kunathip Yea-on · Thái Lan            | Zin Linn Aung · Myanmar           | Khemkham Kommanivong · Lào              |

### Nữ
| Hạng cân | Vàng                              | Bạc                          | Đồng                                        |
| -------- | --------------------------------- | ---------------------------- | ------------------------------------------- |
| 52 kg    | Nguyễn Thị Thanh Thủy · Việt Nam  | Phonenaly · Lào              | Helen Dawa · Philippines                    |
| 52 kg    | Nguyễn Thị Thanh Thủy · Việt Nam  | Phonenaly · Lào              | Kachakorn Warasiha · Thái Lan               |
| 57 kg    | Ni Kadek Anny Pandini · Indonesia | Ang Xuan Yi · Singapore      | Nguyễn Thị Thanh Trâm · Việt Nam            |
| 57 kg    | Ni Kadek Anny Pandini · Indonesia | Ang Xuan Yi · Singapore      | Khin Khin Su · Myanmar                      |
| 63 kg    | Kiyomi Watanabe · Philippines     | Orapin Senatham · Thái Lan   | Tania Forichon · Singapore                  |
| 63 kg    | Kiyomi Watanabe · Philippines     | Orapin Senatham · Thái Lan   | Nguyễn Thị Hường · Việt Nam                 |
| 70 kg    | Surattana Thongsri · Thái Lan     | Phyo Swe Zin · Myanmar       | Nor Izzatul Fazlia Mohamad Tahir · Malaysia |
| 70 kg    | Surattana Thongsri · Thái Lan     | Phyo Swe Zin · Myanmar       | Szalsza Maulida · Indonesia                 |
| 78 kg    | Nguyễn Thị Như Ý · Việt Nam       | Aye Aye Aung · Myanmar       | Sarifah Fazila Syed Salim · Malaysia        |
| 78 kg    | Nguyễn Thị Như Ý · Việt Nam       | Aye Aye Aung · Myanmar       | Tiara Arta Garthia · Indonesia              |
| +78 kg   | Khin Myo Thu · Myanmar            | Thonthan Satjadet · Thái Lan | Noor Asnida Abd Razak · Malaysia            |
| +78 kg   | Khin Myo Thu · Myanmar            | Thonthan Satjadet · Thái Lan | Trần Thuý Duy · Việt Nam                    |

## Bảng huy chương
| Hạng               | Đoàn               | Vàng | Bạc | Đồng | Tổng số |
| ------------------ | ------------------ | ---- | --- | ---- | ------- |
| 1                  | Indonesia          | 4    | 1   | 2    | 7       |
| 2                  | Thái Lan           | 3    | 5   | 1    | 9       |
| 3                  | Myanmar            | 2    | 3   | 2    | 7       |
| 4                  | Việt Nam           | 2    | 0   | 6    | 8       |
| 5                  | Philippines        | 1    | 0   | 2    | 3       |
| 6                  | Singapore          | 0    | 2   | 4    | 6       |
| 7                  | Lào                | 0    | 1   | 2    | 3       |
| 8                  | Malaysia           | 0    | 0   | 5    | 5       |
| Tổng số (8 đơn vị) | Tổng số (8 đơn vị) | 12   | 12  | 24   | 48      |